# Julie Anne Haddock
Julie Anne Haddock (Los Angeles, 3 aprile 1965) è un'attrice statunitense, ormai ritiratasi a vita privata.

## Biografia
Il suo ruolo forse più noto è stato quello della studentessa Cindy Webster nella serie televisiva L'albero delle mele, pian piano eliminato dopo la prima stagione. I produttori hanno spiegato che volevano portare la serie in una nuova direzione e hanno licenziato oltre la metà del cast originale. Anche se non era più regolare, la Haddock ha continuato a fare un numero limitato di apparizioni nella serie durante la seconda e la terza stagione. La sua ultima apparizione è stata in un episodio dell'ottava stagione, nel 1986.
È anche conosciuta per la sua apparizione nella serie televisiva Wonder Woman e come figlia di Robert Duvall nel film Il grande Santini. Inoltre è apparsa come Melinda Mulligan, figlia di Lawrence Pressman ed Elinor Donahue, nella serie La famiglia Mulligan, nel 1977.
Da allora la Haddock si è ritirata a vita privata. Attualmente risiede in California e canta nella sua chiesa sotto il suo nome da sposata Julie Anne Becker. È stata brevemente intervistata per un documentario su L'albero delle mele, dove ha spiegato che impiega il tempo libero in raccolte fondi.
Nel 2008, insieme a Molly Ringwald, Felice Schachter e Julie Piekarski, è stata nominata per un TV Land Award, nella categoria dei personaggi scomparsi dalle scene.

## Filmografia parziale
- La casa nella prateria (Little House on the Prairie) - serie TV, episodio 5x04 (1978)
- L'albero delle mele (The Facts of Life) - serie TV, 17 episodi (1979-1986)
- Il mio amico Arnold (Diff'rent Strokes) - serie TV, un episodio (1980)